# 상일로 (서울)
상일로(上一路, Sangil-ro)는 서울특별시 강동구 상일동 상일2교에서 강일동 강일동입구교차로까지를 잇는 도로이다. 도로명은 상일동에서 유래했다.

## 주요 경유지
서울특별시
- 강동구 (상일동 - 고덕동 - 강일동)

## 같이 보기
- 상일동